# Carmarthen Town AFC
Carmarthen Town AFC is een voetbalclub uit Carmarthen in Wales die in 1948 werd opgericht en speelt in de League of Wales.
In 1952 betrok de club het stadion Richmond Park, waar tegenwoordig nog steeds de thuiswedstrijden worden afgewerkt. In 1953 mocht de ploeg deelnemen aan de competities in Wales, wat in 1960 het eerste succes opleverde: promotie naar de First Division. In de jaren 70 en 80 fluctueerde de resultaten van Carmarthen Town. Meerdere malen promoveerde en degradeerde de club. In het seizoen 1995/1996 behaalde de ploeg zijn eerste grote succes door middels het kampioenschap in de eerste divisie door te stromen naar de hoogste divisie (League of Wales) en het winnen van de Cyril Rogers Cup. In andere bekertoernooien was het voor de ploeg veelal 'net niet'. In de finales van de Welsh Cup in 1999 en 2005 werd tweemaal verloren van respectievelijk Inter Cardiff (1-1, verlies na penalty's) en TNS (1-0). Ook in de Welsh Senior Cup van 2000 werd in de finale verloren.
Door een derde plaats in de League of Wales in 2001 lukte het de ploeg zich te kwalificeren voor de Intertoto Cup. Een jaar eerder was de club die eer net misgelopen door op doelsaldo vierde te werden, in plaats van derde. In het Europese toernooi werd geloot tegen AIK Stockholm uit Zweden. Na een knappe 0-0 in eigen huis werden de Welshmen uiteindelijk met 3-0 verslagen in Stockholm.
In de periode tussen 2001 en 2004 ging het minder voortvarend met Carmarthen. Tot drie keer toe lukte het de ploeg niet in het linkerrijtje te geraken. Het enige noemenswaardige resultaat was het bereiken van de finale van de Challenge Cup, waar werd verloren van Rhyl. Voor het seizoen 2004/2005 werd er flink aan de selectie gesleuteld. Een zesde plaats in de ranglijst was hiervan het resultaat, bovendien werd de Welsh League Cup gewonnen en de finale van de Welsh Cup bereikt. Deze finaleplaats leverde Carmarthen een seizoen later een plaats in de UEFA Cup op. De eerste ronde werd er gespeeld tegen Longford Town uit Ierland. Na een 2-0 nederlaag in de uitwedstrijd werd in eigen huis een verrassende 5-1 zege behaald. Het doelsaldo van 5-3 wat hierdoor ontstond is het beste Europese resultaat voor een club uit Wales tot nu toe. In de tweede kwalificatieronde was FC Kopenhagen uit Denemarken een paar maten te groot, wat resulteerde in twee nederlagen (beide 2-0).
Een speler die afkomstig is van Carmarthen Town en inmiddels internationaal bekend is geworden is Mark Delaney. In 1998 vertrok hij transfervrij naar Cardiff City, waar hij een seizoen speelde. Vervolgens werd hij door Aston Villa gekocht voor een kwart miljoen pond. Hij debuteerde in 1999 in het Welsh voetbalelftal.

## Carmarthen Town in Europa
#Q = #kwalificatieronde, #R = #ronde, T/U = Thuis/Uit, W = Wedstrijd, PUC = punten UEFA coëfficiënten .
Uitslagen vanuit gezichtspunt Carmarthen Town AFC
| Seizoen | Competitie    | Ronde | Land                | Club             | Totaalscore | 1e W    | 2e W    | PUC |
| ------- | ------------- | ----- | ------------------- | ---------------- | ----------- | ------- | ------- | --- |
| 2001    | Intertoto Cup | 1R    | Vlag van Zweden     | AIK Fotboll      | 0-3         | 0-0 (T) | 0-3 (U) | 0.0 |
| 2005/06 | UEFA Cup      | 1Q    | Vlag van Ierland    | Longford Town FC | 5-3         | 0-2 (U) | 5-1 (T) | 1.0 |
|         |               | 2Q    | Vlag van Denemarken | FC Kopenhagen    | 0-4         | 0-2 (U) | 0-2 (T) | 1.0 |
| 2006    | Intertoto Cup | 1R    | Vlag van Finland    | Tampere United   | 1-8         | 0-5 (U) | 1-3 (T) | 0.0 |
| 2007/08 | UEFA Cup      | 1Q    | Vlag van Noorwegen  | SK Brann         | 3-14        | 0-8 (T) | 3-6 (U) | 0.0 |

Totaal aantal punten voor UEFA coëfficiënten: 1.0
Zie ook
- Deelnemers UEFA-toernooien Wales
- Ranglijst van alle clubs die in de diverse Europa Cups zijn uitgekomen